# Reino Unido en los Juegos Europeos de Bakú 2015
El Reino Unido participó en los Juegos Europeos de Bakú 2015 con una delegación de 158 deportistas. Responsable del equipo nacional fue la Asociación Olímpica Británica, así como las federaciones deportivas nacionales de cada deporte con participación.
La portadora de la bandera en la ceremonia de apertura fue la boxeadora Nicola Adams.

## Medallistas
El equipo olímpico del Reino Unido obtuvo las siguientes medallas:
| Nombre                                                                             | Deporte               | Competición                   |
| ---------------------------------------------------------------------------------- | --------------------- | ----------------------------- |
| Oro                                                                                |                       |                               |
| Joe Joyce                                                                          | Boxeo                 | Superpesado (+91 kg) M        |
| Nicola Adams                                                                       | Boxeo                 | Mosca (–51 kg) F              |
| Richard Kruse Marcus Mepstead Benjamin Peggs Alex Tofalides                        | Esgrima               | Florete por equipos M         |
| Luke Greenback                                                                     | Natación              | 100 m espalda M               |
| Duncan Scott                                                                       | Natación              | 100 m libre M                 |
| Luke Greenback                                                                     | Natación              | 200 m espalda M               |
| Duncan Scott                                                                       | Natación              | 200 m libre M                 |
| Duncan Scott Martyn Walton Daniel Speers Cameron Kurle                             | Natación              | 4x100 m libre M               |
| Holly Hibbott                                                                      | Natación              | 800 m libre F                 |
| Abbie Wood                                                                         | Natación              | 400 m estilos F               |
| James Heatly                                                                       | Saltos                | Trampolín 3 m M               |
| Matthew Lee                                                                        | Saltos                | Plataforma 10 m M             |
| Katherine Torrance                                                                 | Saltos                | Trampolín 3 m F               |
| Lois Toulson                                                                       | Saltos                | Plataforma 10 m F             |
| Charlie Maddock                                                                    | Taekwondo             | –49 kg F                      |
| Jade Jones                                                                         | Taekwondo             | –57 kg F                      |
| Amber Hill                                                                         | Tiro                  | Skeet F                       |
| Gordon Benson                                                                      | Triatlón              | Individual M                  |
| Plata                                                                              |                       |                               |
| Katherine Driscoll                                                                 | Gimnasia en trampolín | Individual F                  |
| Duncan Scott Martyn Walton Darcy Deakin Georgia Coates                             | Natación              | 4x100 m libre mixto           |
| Jarvis Parkinson                                                                   | Natación              | 200 m estilos M               |
| Cameron Kurle                                                                      | Natación              | 200 m libre M                 |
| Luke Greenbank Charlie Attwood Duncan Scott Martyn Walton                          | Natación              | 4x100 m estilos M             |
| Duncan Scott Martyn Walton Kyle Chisholm Cameron Kurle                             | Natación              | 4x200 m libre M               |
| Amelia Clynes                                                                      | Natación              | 100 m mariposa F              |
| Luke Greenbank Charlie Attwood Amelia Clynes Georgia Coates                        | Natación              | 4x100 m estilos mixto         |
| Edward McKeever                                                                    | Piragüismo            | K1 200 m M                    |
| Lani Belcher                                                                       | Piragüismo            | K1 5000 m F                   |
| James Heatly Ross Haslam                                                           | Saltos                | Trampolín 3 m sincronizado M  |
| Bronce                                                                             |                       |                               |
| Qais Ashfaq                                                                        | Boxeo                 | Gallo (–56 kg) M              |
| Josh Kelly                                                                         | Boxeo                 | Wélter (–69 kg) M             |
| Sandy Ryan                                                                         | Boxeo                 | Wélter ligero (–64 kg) F      |
| Hannah Baughn Ryan Bartlett                                                        | Gimnasia acrobática   | Concurso completo – par mixto |
| Hannah Baughn Ryan Bartlett                                                        | Gimnasia acrobática   | Par mixto – Dinámico          |
| Hannah Baughn Ryan Bartlett                                                        | Gimnasia acrobática   | Par mixto – Balance           |
| Brinn Bevan                                                                        | Gimnasia artística    | Caballo con arcos M           |
| Luke Davies                                                                        | Natación              | 200 m braza M                 |
| Martyn Walton                                                                      | Natación              | 200 m estilos M               |
| Charlie Attwood                                                                    | Natación              | 100 m braza M                 |
| Layla Black                                                                        | Natación              | 200 m braza F                 |
| Laura Stephens                                                                     | Natación              | 100 m mariposa F              |
| Abbie Wood                                                                         | Natación              | 200 m estilos F               |
| Rebecca Sherwin Layla Black Amelia Clynes Georgia Coates                           | Natación              | 4x100 m estilos F             |
| Darcy Deakin Madeleine Crompton Hannah Featherstone Georgia Coates Mariya Kameneva | Natación              | 4x100 m libre F               |
| Hannah Featherstone Darcy Deakin Holly Hibbott Georgia Coates                      | Natación              | 4x200 m libre F               |
| James Heatly                                                                       | Saltos                | Trampolín 1 m M               |
| Lutalo Muhammad                                                                    | Taekwondo             | –80 kg M                      |